# Francesco Graziani
Francesco Graziani (Subiaco, 1952. december 16. –) világbajnok olasz labdarúgó, csatár, edző.

## Pályafutása

### Klubcsapatban
1967-ben kezdte a labdarúgást a Bettini Quadraro csapatában. 1970-ben az AC Arezzo színeiben mutatkozott be a felnőttek között. 1973-ban szerződött a Torino FC együtteséhez, ahol az 1975–76-is idényben bajnok lett a csapattal, az 1976–77-es idényben pedig bajnoki gólkirály lett 21 góllal. 1981 és 1983 között a Fiorentina játékosa volt. 1983 és 1986 között az AS Roma csapatában szerepelt és két olasz kupát nyert az együttessel. 1986-ban igazolt az Udinese együtteséhez és itt fejezte be az aktív labdarúgást 1988-ban.

### A válogatottban
1973-ban egyszer játszott az olasz U21-es válogatottban. 1975 és 1983 között 64 alkalommal szerepelt az olasz válogatottban és 23 gólt szerzett. Tagja volt az 1978-as világbajnoki és az 1980-as Európa-bajnoki negyedik helyezett csapatnak. 1982-ben Spanyolországban világbajnok lett az olasz válogatottal.

### Edzőként
1989-ben a Fiorentina csapatánál kezdte az edzői pályafutását, ahol egy szezonon át tevékenykedett. 1990–91-ben a Reggina, 1991–92-ben az Avellino csapatainál dolgozott egy-egy idényt. 2001–02-ben a Catania, 2003–04-ben a Montevarchi vezetőedzője volt. 2004 és 2006 között a Cervia szakmai munkáját irányította. 2013-ban a Vigevano Calcio ifjúsági csapatának ez edzője volt

## Sikerei, díjai
Olaszország
- Világbajnokság
  - világbajnok: 1982, Spanyolország
  - 4.: 1978, Argentína
- Európa-bajnokság
  - 4.: 1980, Olaszország

 Torino FC
- Olasz bajnokság (Serie A)
  - bajnok: 1975–76
  - gólkirály: 1976–77 (21 gól)
- Olasz kupa (Coppa Italia)
  - gólkirály: 1981 (5 gól)

 AS Roma
- Olasz kupa (Coppa Italia)
  - győztes: 1984, 1986